# Alex Brooker
Alexander James Brooker (nacido el 15 de mayo de 1984) es un periodista y presentador inglés mejor conocido por su trabajo televisivo con Channel 4.
Desde 2012, Brooker ha sido copresentador de The Last Leg, un programa de panel de Channel 4 con Adam Hills y Josh Widdicombe, además de copresentar el programa de salto de esquí de Channel 4 The Jump con Davina McCall en 2014. En 2016, comenzó a presentar The Superhumans Show para el canal 4 diurno. En febrero de 2018, Brooker firmó con el equipo PDRL (Physical Disability Rugby League) de la Fundación Leeds Rhinos.

## Carrera
Brooker fue a la Escuela Norton Knatchbull en Ashford, Kent, antes de graduarse de la Universidad John Moores de Liverpool en 2006 y trabajó como reportero deportivo en el Liverpool Echo. Actualmente trabaja para la Press Association.
Brooker participó en el programa de búsqueda de talentos de medio millón de libras del Canal 4 en 2012,
cuyo objetivo era encontrar talentos discapacitados para la cobertura de los Juegos Paralímpicos de Verano de 2012 y más allá. Apareció por primera vez como reportero en la pista en la cobertura del Canal 4 de la Copa del Mundo Paralímpica BT 2011. Brooker entrevistó a personalidades como Boris Johnson y David Cameron durante la ceremonia de apertura de los Juegos Paralímpicos de Verano de 2012 y fue copresentador de The Last Leg con Adam Hills, una mirada alternativa nocturna a los Juegos. Brooker también estuvo en The Last Leg of the Year, un especial de fin de año con Adam Hills y Josh Widdicombe.
Desde el 25 de enero de 2013, Brooker ha sido copresentador de The Last Leg en Channel 4. En febrero de 2015, Brooker entrevistó a Nick Clegg para el programa: su actuación fue descrita por el periodista político Hugo Rifkind como «un modelo de cómo hablar con normalidad a un político y lograr que responda con normalidad».
El 1 de agosto de 2013, Brooker presentó un documental único sobre la imagen corporal en el Canal 4, titulado Alex Brooker: My Perfect Body.
En enero y febrero de 2014, Brooker copresentó la primera serie del reality show de celebridades The Jump en Channel 4 junto a Davina McCall. La serie se transmitió en vivo durante 10 noches desde la ladera de una montaña en Austria. Sin embargo, Brooker no regresó para la segunda temporada en 2015. En 2016, presentó The Superhumans Show en Canal 4.
De 2020 a 2021, copresentó One Night In con Josh Widdicombe.
En mayo de 2022, la BBC anunció que Brooker sería uno de los presentadores invitados para asumir el papel de Richard Osman en Pointless.
En 2024, Brooker participó como "Bigfoot" en la quinta temporada de The Masked Singer y terminó en segundo lugar.

## Vida personal
Brooker nació en Croydon.  Nació con anomalías congénitas en las manos y el brazo y una pierna derecha torcida que tuvo que ser amputada cuando era un bebé. Ahora lleva una pierna protésica.
En 2014, Brooker se casó con la contadora Lynsey y la pareja tiene dos hijas.
Brooker es seguidor del Arsenal F.C. y aparece regularmente en el podcast Footballistically Arsenal.

### Caridad
En mayo de 2014, Brooker encabezó una campaña llamada "End The Awkward" de la organización benéfica de discapacidad Scope, que utilizó la comedia para arrojar luz sobre la incomodidad que muchas personas sienten acerca de la discapacidad. Brooker apareció en tres anuncios guiando a los espectadores a través de situaciones incómodas que podrían enfrentar con una persona discapacitada.
En septiembre de 2012, Brooker ganó The Million Pound Drop Live con Josh Widdicombe tocando para Echoes Foundation, Scope Joseph's Goal.
Brooker es el embajador oficial de la organización benéfica Legs4Africa, con sede en el Reino Unido.

## Filmografía
| Año | Programa / documental         | Rol                     | Canal     |
| --- | ----------------------------- | ----------------------- | --------- |
| 2012– | The Last Leg                  | Presentador y guionista | Channel 4 |
| 2013 | Alex Brooker: My Perfect Body | Presentador / narrador  | Channel 4 |
| 2014 | The Jump                      | Presentador             | Channel 4 |
| 2016 | The Superhumans Show          | Presentador / creador   | Channel 4 |
| Otras apariciones — apariciones especiales como panelista o comentarista en programas deportivos y eventos benéficos. |                               |                         |           |